# Lycabettus

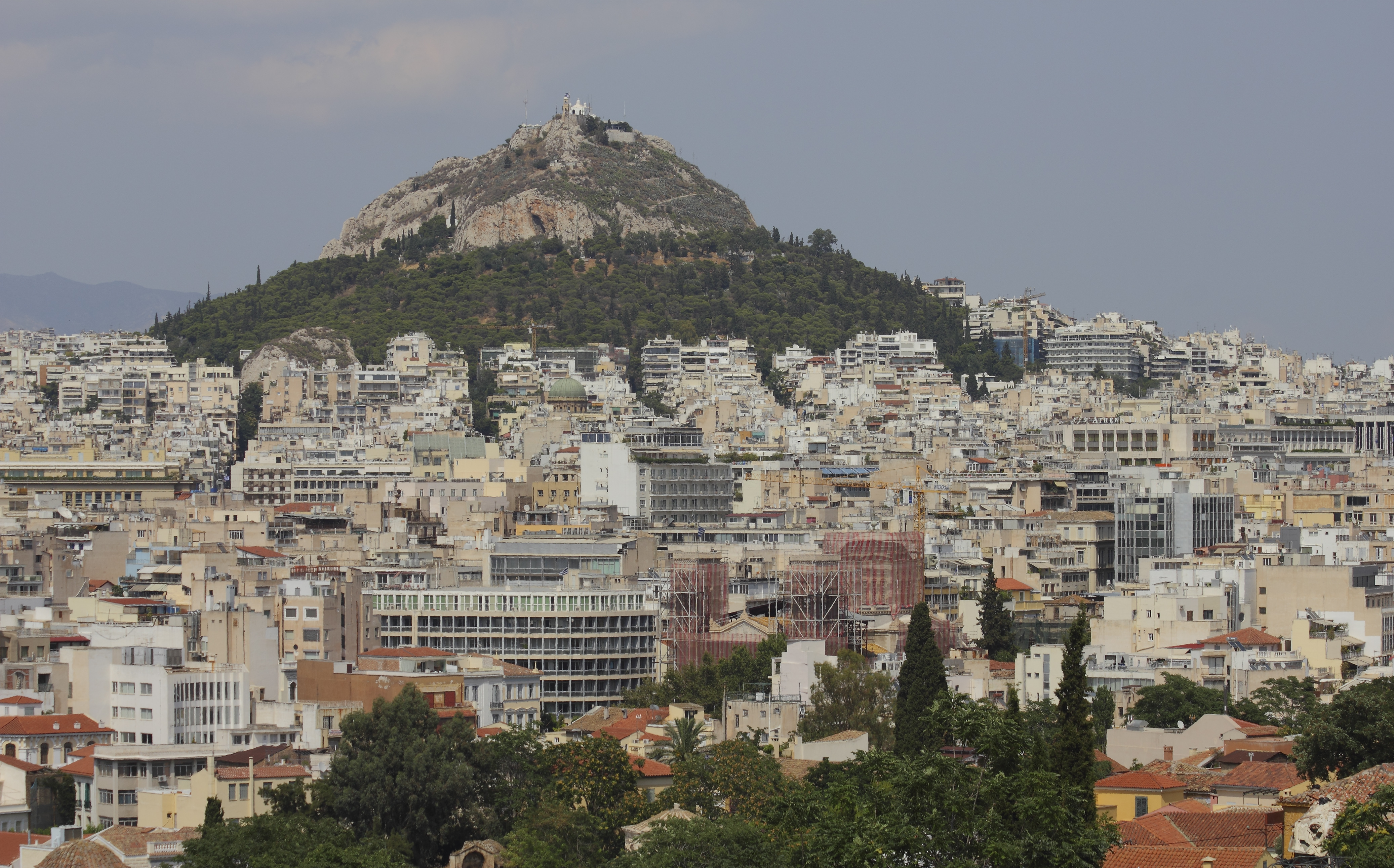
De Lykavittós-heuvel

De Lykavittós (Grieks: Λυκαβηττός, in het Nieuwgrieks uitgesproken als Likavitós, Latijn: Lycabettus) is een heuvel midden in het stadsbeeld van Athene.
De top steekt 277 meter boven de stad uit en daarmee is de Lykavittós de hoogste heuvel van Athene (de Akropolis-heuvel is 156 meter hoog). Via verschillende voetpaden kan de top beklommen worden, maar dit kan ook met een kabeltrein (vanaf de Ploutárchou-straat).
De top wordt bekroond door de witte kapel van Agios Georgios (Sint-Joris), in de negentiende eeuw gebouwd ter vervanging van een Byzantijnse voorganger (zoals veel heuvelkerken in Griekenland gewijd aan de profeet Elias). Vanaf de top van de Lykavittós heeft men uitzicht over de Akropolis en de omgeving van Athene.
De heuvel heeft zijn naam te danken aan wolven (Grieks: lýkoi) die er volgens het volksgeloof zouden gewoond hebben. Hoewel de Lykavittós ongetwijfeld de meest in het oog springende heuvel van Athene is, werd hij in de klassieke literatuur nauwelijks vermeld: enkel de blijspeldichter Aristophanes noemt hem in zijn stuk Wolken.

## Mythe
Volgens een oud-Griekse mythe was de rots eigenlijk bedoeld om er de Akropolis mee te bouwen, maar de godin Athena liet hem uit haar mand vallen; per ongeluk, of omdat zij vond dat zij genoeg stenen had aangevoerd en zij deze niet meer nodig had.